# Tecumseh (Nebraska)
Tecumseh je grad u američkoj saveznoj državi Nebraska. Prema popisu stanovništva iz 2010. u njemu je živjelo 1,677 stanovnika.